# Alpiner Skiweltcup 2024/25
Der Alpine Skiweltcup 2024/25 begann am 26. Oktober 2024 in Sölden (Österreich) und endete am 27. März 2025 in Sun Valley (USA). Während den 48. Alpinen Skiweltmeisterschaften vom 4. bis 16. Februar 2025 in Saalbach-Hinterglemm (Österreich) wurde die Weltcupsaison unterbrochen. Es sollten 38 Rennen an 19 Orten bei den Männern sowie 37 Rennen an 20 Orten bei den Frauen ausgetragen werden. Der provisorische Rennkalender wurde am 9. Mai 2024 veröffentlicht. So wurde die in den Vorsaisonen heftig kritisierte Abfahrt in Zermatt aus dem Kalender gestrichen. Der endgültige Rennkalender wurde am 27. September 2024 veröffentlicht.

## Weltcupwertungen

### Gesamt
| Rang | Name                     | Punkte |
| ---- | ------------------------ | ------ |
| 01   | Marco Odermatt           | 1721   |
| 02   | Henrik Kristoffersen     | 1116   |
| 03   | Loïc Meillard            | 1076   |
| 04   | Franjo von Allmen        | 0836   |
| 05   | Timon Haugan             | 0821   |
| 06   | Lucas Pinheiro Braathen  | 0714   |
| 07   | Atle Lie McGrath         | 0668   |
| 08   | Clément Noël             | 0606   |
| 09   | Alexis Monney            | 0567   |
| 10   | Stefan Rogentin          | 0555   |
| 11   | Dominik Paris            | 0524   |
| 12   | Vincent Kriechmayr       | 0495   |
| 13   | James Crawford           | 0468   |
| 14   | Alexander Steen Olsen    | 0443   |
| 15   | Miha Hrobat              | 0440   |
| 16   | Filip Zubčić             | 0416   |
| 17   | Justin Murisier          | 0399   |
| 18   | Mattia Casse             | 0382   |
| 19   | Nils Allègre             | 0369   |
| 20   | Fabio Gstrein            | 0359   |
| 21   | Manuel Feller            | 0339   |
| 22   | Cameron Alexander        | 0338   |
| 23   | Tanguy Nef               | 0327   |
| 24   | Raphael Haaser           | 0325   |
| 25   | Linus Straßer            | 0314   |
| 26   | Thomas Tumler            | 0298   |
| 26   | Fredrik Møller           | 0298   |
| 28   | Ryan Cochran-Siegle      | 0296   |
| 29   | Adrian Smiseth Sejersted | 0288   |
| 30   | Stefan Brennsteiner      | 0284   |
| 31   | Žan Kranjec              | 0277   |
| 32   | Alex Vinatzer            | 0272   |
| 33   | Stefan Eichberger        | 0270   |
| 34   | Lukas Feurstein          | 0268   |
| 34   | Steven Amiez             | 0268   |
| 36   | River Radamus            | 0266   |
| 37   | Marco Schwarz            | 0243   |
| 38   | Luca De Aliprandini      | 0237   |
| 39   | Stefan Babinsky          | 0232   |
| 40   | Albert Popow             | 0229   |
| 41   | Samuel Kolega            | 0226   |
| 42   | Daniel Yule              | 0217   |
| 43   | Daniel Hemetsberger      | 0209   |
| 44   | Patrick Feurstein        | 0205   |
| 45   | Dave Ryding              | 0197   |
| 46   | Luca Aerni               | 0194   |
| 47   | Bryce Bennett            | 0190   |
| 48   | Kristoffer Jakobsen      | 0188   |
| 49   | Giovanni Franzoni        | 0187   |
| 50   | Benjamin Ritchie         | 0178   |
| 51   | Victor Muffat-Jeandet    | 0174   |
| 52   | Léo Anguenot             | 0165   |

| Rang | Name                | Punkte |
| ---- | ------------------- | ------ |
| 053  | Thibaut Favrot      | 162    |
| 054  | Sam Maes            | 157    |
| 055  | Joan Verdú          | 153    |
| 055  | Armand Marchant     | 153    |
| 057  | Jan Zabystřan       | 143    |
| 058  | Jared Goldberg      | 141    |
| 058  | Florian Schieder    | 141    |
| 060  | Dominik Raschner    | 134    |
| 061  | Lars Rösti          | 131    |
| 062  | Cyprien Sarrazin    | 126    |
| 063  | Gino Caviezel       | 125    |
| 064  | Paco Rassat         | 123    |
| 065  | Johannes Strolz     | 119    |
| 066  | Romed Baumann       | 111    |
| 067  | Anton Grammel       | 107    |
| 068  | Maxence Muzaton     | 105    |
| 068  | Michael Matt        | 105    |
| 070  | Elian Lehto         | 097    |
| 070  | Christof Innerhofer | 097    |
| 072  | Blaise Giezendanner | 089    |
| 072  | Otmar Striedinger   | 089    |
| 074  | Brodie Seger        | 087    |
| 074  | Adrien Théaux       | 087    |
| 076  | Adrian Pertl        | 086    |
| 077  | Alexis Pinturault   | 074    |
| 078  | Tormis Laine        | 071    |
| 078  | Marc Rochat         | 071    |
| 080  | Marco Kohler        | 068    |
| 081  | Felix Monsén        | 065    |
| 082  | Istok Rodeš         | 062    |
| 083  | Stefano Gross       | 061    |
| 083  | Tobias Kastlunger   | 061    |
| 085  | Laurie Taylor       | 059    |
| 086  | Nejc Naraločnik     | 058    |
| 087  | Ramon Zenhäusern    | 057    |
| 088  | Eduard Hallberg     | 055    |
| 088  | Billy Major         | 055    |
| 090  | Alexander Schmid    | 053    |
| 091  | Martin Čater        | 052    |
| 092  | Matthieu Bailet     | 050    |
| 093  | Florian Loriot      | 049    |
| 093  | Kyle Negomir        | 049    |
| 095  | Jett Seymour        | 048    |
| 095  | Rasmus Windingstad  | 048    |
| 097  | Luis Vogt           | 046    |
| 098  | Filippo Della Vite  | 045    |
| 098  | Jeffrey Read        | 045    |
| 100  | Fabian Gratz        | 043    |
| 101  | Nils Alphand        | 041    |
| 101  | Fabian Ax Swartz    | 041    |
| 101  | Nicolò Molteni      | 041    |

| Rang | Name                    | Punkte |
| ---- | ----------------------- | ------ |
| 104  | Sam Morse               | 40     |
| 105  | Andreas Ploier          | 38     |
| 106  | Jonas Stockinger        | 37     |
| 107  | Giovanni Borsotti       | 35     |
| 108  | Alban Elezi Cannaferina | 32     |
| 109  | Joshua Sturm            | 31     |
| 110  | Daniel Danklmaier       | 29     |
| 111  | Felix Hacker            | 28     |
| 112  | Stefan Rieser           | 24     |
| 112  | Pietro Zazzi            | 24     |
| 114  | Tommy Ford              | 23     |
| 115  | William Hansson         | 22     |
| 115  | Livio Hiltbrand         | 22     |
| 115  | Simon Jocher            | 22     |
| 118  | Erik Read               | 21     |
| 119  | Flavio Vitale           | 20     |
| 120  | Stefan Luitz            | 19     |
| 121  | Benjamin Jacques Alliod | 18     |
| 121  | Noel Zwischenbrugger    | 18     |
| 123  | Patrick Kenney          | 17     |
| 124  | Fadri Janutin           | 16     |
| 124  | Riley Seger             | 16     |
| 124  | Joaquim Salarich        | 16     |
| 124  | Oscar Andreas Sandvik   | 16     |
| 124  | Vincent Wieser          | 16     |
| 129  | Rasmus Bakkevig         | 14     |
| 130  | Hugo Desgrippes         | 13     |
| 130  | Andreas Žampa           | 13     |
| 132  | Sebastian Foss Solevåg  | 12     |
| 132  | AJ Ginnis               | 12     |
| 132  | Wiley Maple             | 12     |
| 132  | Loévan Parand           | 12     |
| 132  | Gustav Wissting         | 12     |
| 137  | Manuel Traninger        | 11     |
| 138  | Simon Maurberger        | 10     |
| 138  | Christopher Neumayer    | 10     |
| 138  | Diego Orecchioni        | 10     |
| 141  | Anton Tremmel           | 09     |
| 142  | Erik Arvidsson          | 08     |
| 142  | Marcel Hirscher         | 08     |
| 142  | Eirik Hystad Solberg    | 08     |
| 142  | Henrik von Appen        | 08     |
| 146  | Bridger Gile            | 07     |
| 146  | Josua Mettler           | 07     |
| 146  | Hannes Zingerle         | 07     |
| 149  | Arnaud Boisset          | 04     |
| 149  | Marco Pfiffner          | 04     |
| 149  | Livio Simonet           | 04     |
| 152  | Jesper Wahlqvist        | 03     |
| 153  | Mattias Rönngren        | 02     |
| 154  | Matteo Franzoso         | 01     |

| Rang | Name                    | Punkte |
| ---- | ----------------------- | ------ |
| 01   | Federica Brignone       | 1594   |
| 02   | Lara Gut-Behrami        | 1272   |
| 03   | Sofia Goggia            | 0931   |
| 04   | Zrinka Ljutić           | 0816   |
| 05   | Sara Hector             | 0752   |
| 06   | Camille Rast            | 0736   |
| 07   | Alice Robinson          | 0700   |
| 08   | Lara Colturi            | 0655   |
| 09   | Cornelia Hütter         | 0619   |
| 10   | Wendy Holdener          | 0612   |
| 11   | Katharina Liensberger   | 563    |
| 12   | Paula Moltzan           | 549    |
| 13   | Lena Dürr               | 548    |
| 14   | Kajsa Vickhoff Lie      | 547    |
| 15   | Emma Aicher             | 546    |
| 16   | Mikaela Shiffrin        | 537    |
| 17   | Lauren Macuga           | 525    |
| 18   | Corinne Suter           | 426    |
| 19   | Laura Pirovano          | 404    |
| 20   | Thea Louise Stjernesund | 398    |
| 21   | Ester Ledecká           | 374    |
| 22   | Marta Bassino           | 358    |
| 23   | Anna Swenn-Larsson      | 347    |
| 24   | Ariane Rädler           | 339    |
| 25   | Elena Curtoni           | 330    |
| 26   | Mélanie Meillard        | 310    |
| 27   | Stephanie Venier        | 309    |
| 28   | Mina Fürst Holtmann     | 291    |
| 29   | Lindsey Vonn            | 289    |
| 30   | Romane Miradoli         | 277    |
| 31   | Julia Scheib            | 265    |
| 32   | Andreja Slokar          | 260    |
| 33   | Neja Dvornik            | 259    |
| 34   | Valérie Grenier         | 240    |
| 35   | Ricarda Haaser          | 239    |
| 36   | Katharina Truppe        | 234    |
| 37   | Nina O’Brien            | 231    |
| 38   | Kira Weidle-Winkelmann  | 225    |
| 39   | Breezy Johnson          | 213    |
| 40   | Michelle Gisin          | 212    |
| 41   | Mirjam Puchner          | 211    |

| Rang | Name                    | Punkte |
| ---- | ----------------------- | ------ |
| 42   | Ilka Štuhec             | 206    |
| 43   | A J Hurt                | 196    |
| 44   | Katharina Huber         | 189    |
| 45   | Malorie Blanc           | 159    |
| 46   | Cornelia Öhlund         | 156    |
| 47   | Estelle Alphand         | 142    |
| 48   | Ana Bucik Jogan         | 129    |
| 49   | Laura Gauché            | 124    |
| 49   | Jacqueline Wiles        | 124    |
| 51   | Roberta Melesi          | 122    |
| 52   | Laurence St-Germain     | 121    |
| 53   | Christina Ager          | 119    |
| 53   | Maryna Gąsienica-Daniel | 119    |
| 53   | Katie Hensien           | 119    |
| 56   | Stephanie Brunner       | 112    |
| 57   | Britt Richardson        | 102    |
| 58   | Marie Lamure            | 100    |
| 59   | Hanna Aronsson Elfman   | 094    |
| 60   | Lara Della Mea          | 093    |
| 61   | Marte Monsen            | 087    |
| 62   | Ali Nullmeyer           | 086    |
| 63   | Martina Peterlini       | 084    |
| 64   | Clarisse Brèche         | 080    |
| 65   | Nicol Delago            | 073    |
| 65   | Joana Hählen            | 073    |
| 67   | Asja Zenere             | 070    |
| 68   | Franziska Gritsch       | 067    |
| 69   | Keely Cashman           | 065    |
| 70   | Nadine Fest             | 064    |
| 71   | Karen Clément           | 061    |
| 72   | Priska Ming-Nufer       | 058    |
| 73   | Lisa Nyberg             | 057    |
| 74   | Nadia Delago            | 055    |
| 75   | Marta Rossetti          | 047    |
| 75   | Nina Ortlieb            | 047    |
| 77   | Delia Durrer            | 046    |
| 78   | Giorgia Collomb         | 45     |
| 79   | Eliane Christen         | 044    |
| 79   | Magdalena Egger         | 044    |
| 81   | Katharina Gallhuber     | 041    |

| Rang | Name                      | Punkte |
| ---- | ------------------------- | ------ |
| 082  | Janine Schmitt            | 39     |
| 083  | Camille Cerutti           | 37     |
| 084  | Martina Dubovská          | 36     |
| 084  | Jasmina Suter             | 36     |
| 086  | Elisabeth Bocock          | 34     |
| 086  | Aline Höpli               | 34     |
| 088  | Amelia Smart              | 32     |
| 089  | Elvedina Muzaferija       | 29     |
| 090  | Chiara Pogneaux           | 28     |
| 091  | Marion Chevrier           | 26     |
| 091  | Ilaria Ghisalberti        | 26     |
| 091  | Leona Popović             | 26     |
| 091  | Madeleine Sylvester-Davik | 26     |
| 095  | Clara Direz               | 25     |
| 096  | Lisa Hörhager             | 24     |
| 097  | Jessica Hilzinger         | 20     |
| 097  | Vanessa Kasper            | 20     |
| 099  | Simone Wild               | 19     |
| 100  | Janine Mächler            | 15     |
| 101  | Kristin Lysdahl           | 14     |
| 102  | Tricia Mangan             | 13     |
| 102  | Elena Stoffel             | 13     |
| 104  | Cassidy Gray              | 11     |
| 105  | Dženifera Ģērmane         | 10     |
| 105  | Beatrice Sola             | 10     |
| 107  | Vicky Bernardi            | 09     |
| 107  | Caitlin McFarlane         | 09     |
| 109  | Isabella Wright           | 08     |
| 110  | Fabiana Dorigo            | 07     |
| 111  | Asa Andō                  | 06     |
| 111  | Hilma Lövblom             | 06     |
| 113  | Doriane Escané            | 05     |
| 113  | Magdalena Łuczak          | 05     |
| 115  | Aline Danioth             | 04     |
| 115  | Lisa Grill                | 04     |
| 115  | Emilia Mondinelli         | 04     |
| 118  | Victoria Olivier          | 02     |
| 119  | Francesca Baruzzi Farriol | 01     |
| 119  | Haley Cutler              | 01     |
| 119  | Sara Thaler               | 01     |

### Abfahrt
| Rang | Athlet                   | Punkte |
| ---- | ------------------------ | ------ |
| 01   | Marco Odermatt           | 605    |
| 02   | Franjo von Allmen        | 522    |
| 03   | Alexis Monney            | 327    |
| 04   | Miha Hrobat              | 320    |
| 05   | James Crawford           | 270    |
| 06   | Dominik Paris            | 262    |
| 07   | Justin Murisier          | 257    |
| 08   | Stefan Rogentin          | 234    |
| 09   | Cameron Alexander        | 194    |
| 10   | Nils Allègre             | 193    |
| 11   | Vincent Kriechmayr       | 178    |
| 12   | Ryan Cochran-Siegle      | 176    |
| 13   | Bryce Bennett            | 164    |
| 14   | Adrian Smiseth Sejersted | 144    |
| 15   | Stefan Eichberger        | 129    |
| 16   | Florian Schieder         | 128    |
| 17   | Mattia Casse             | 122    |
| 17   | Daniel Hemetsberger      | 122    |
| 19   | Stefan Babinsky          | 121    |
| 20   | Maxence Muzaton          | 105    |
| 21   | Lars Rösti               | 099    |
| 22   | Elian Lehto              | 070    |
| 23   | Brodie Seger             | 066    |
| 24   | Otmar Striedinger        | 064    |
| 25   | Romed Baumann            | 062    |

| Rang | Athletin               | Punkte |
| ---- | ---------------------- | ------ |
| 01   | Federica Brignone      | 384    |
| 02   | Cornelia Hütter        | 368    |
| 03   | Sofia Goggia           | 350    |
| 04   | Lauren Macuga          | 230    |
| 05   | Lara Gut-Behrami       | 229    |
| 06   | Laura Pirovano         | 209    |
| 07   | Breezy Johnson         | 189    |
| 08   | Ester Ledecká          | 183    |
| 09   | Emma Aicher            | 180    |
| 10   | Corinne Suter          | 178    |
| 11   | Kajsa Vickhoff Lie     | 168    |
| 12   | Ilka Štuhec            | 134    |
| 13   | Jacqueline Wiles       | 112    |
| 14   | Mirjam Puchner         | 107    |
| 15   | Ariane Rädler          | 106    |
| 16   | Stephanie Venier       | 097    |
| 17   | Kira Weidle-Winkelmann | 091    |
| 18   | Malorie Blanc          | 089    |
| 19   | Lindsey Vonn           | 086    |
| 20   | Marte Monsen           | 075    |
| 21   | Marta Bassino          | 071    |
| 22   | Michelle Gisin         | 066    |
| 23   | Nicol Delago           | 057    |
| 24   | Laura Gauché           | 055    |
| 25   | Nadia Delago           | 054    |

### Super-G
| Rang | Athlet                   | Punkte |
| ---- | ------------------------ | ------ |
| 01   | Marco Odermatt           | 536    |
| 02   | Stefan Rogentin          | 321    |
| 03   | Vincent Kriechmayr       | 317    |
| 04   | Franjo von Allmen        | 314    |
| 05   | Fredrik Møller           | 270    |
| 06   | Dominik Paris            | 262    |
| 07   | Mattia Casse             | 260    |
| 08   | Alexis Monney            | 240    |
| 09   | Lukas Feurstein          | 236    |
| 10   | Raphael Haaser           | 225    |
| 11   | James Crawford           | 198    |
| 12   | Nils Allègre             | 176    |
| 13   | Giovanni Franzoni        | 147    |
| 14   | Cameron Alexander        | 144    |
| 14   | Adrian Smiseth Sejersted | 144    |
| 16   | Stefan Eichberger        | 141    |
| 17   | Justin Murisier          | 128    |
| 18   | Miha Hrobat              | 120    |
| 19   | Ryan Cochran-Siegle      | 120    |
| 20   | Jared Goldberg           | 113    |
| 21   | Stefan Babinsky          | 111    |
| 22   | Jan Zabystřan            | 097    |
| 23   | Daniel Hemetsberger      | 087    |
| 24   | Cyprien Sarrazin         | 080    |
| 25   | Christof Innerhofer      | 059    |

| Rang | Athletin               | Punkte |
| ---- | ---------------------- | ------ |
| 01   | Lara Gut-Behrami       | 665    |
| 02   | Federica Brignone      | 630    |
| 03   | Sofia Goggia           | 466    |
| 04   | Kajsa Vickhoff Lie     | 317    |
| 05   | Elena Curtoni          | 284    |
| 06   | Lauren Macuga          | 279    |
| 07   | Cornelia Hütter        | 251    |
| 08   | Corinne Suter          | 248    |
| 09   | Romane Miradoli        | 241    |
| 10   | Ariane Rädler          | 233    |
| 11   | Marta Bassino          | 218    |
| 12   | Stephanie Venier       | 212    |
| 13   | Lindsey Vonn           | 203    |
| 14   | Laura Pirovano         | 195    |
| 15   | Emma Aicher            | 194    |
| 16   | Ester Ledecká          | 191    |
| 17   | Alice Robinson         | 233    |
| 18   | Kira Weidle-Winkelmann | 134    |
| 19   | Mirjam Puchner         | 104    |
| 20   | Ricarda Haaser         | 102    |
| 21   | Roberta Melesi         | 102    |
| 22   | Michelle Gisin         | 096    |
| 23   | Joana Hählen           | 072    |
| 24   | Ilka Štuhec            | 072    |
| 25   | Malorie Blanc          | 070    |

### Riesenslalom
| Rang | Athlet                  | Punkte |
| ---- | ----------------------- | ------ |
| 01   | Marco Odermatt          | 580    |
| 02   | Henrik Kristoffersen    | 454    |
| 03   | Loïc Meillard           | 434    |
| 04   | Alexander Steen Olsen   | 346    |
| 05   | Lucas Pinheiro Braathen | 341    |
| 06   | Thomas Tumler           | 298    |
| 07   | Stefan Brennsteiner     | 284    |
| 08   | Žan Kranjec             | 277    |
| 09   | Filip Zubčić            | 262    |
| 10   | Luca De Aliprandini     | 237    |
| 11   | Timon Haugan            | 212    |
| 12   | River Radamus           | 212    |
| 13   | Patrick Feurstein       | 205    |
| 14   | Atle Lie McGrath        | 194    |
| 15   | Léo Anguenot            | 165    |
| 16   | Thibaut Favrot          | 162    |
| 17   | Marco Schwarz           | 161    |
| 18   | Joan Verdú              | 153    |
| 19   | Sam Maes                | 121    |
| 20   | Luca Aerni              | 120    |
| 21   | Anton Grammel           | 107    |
| 22   | Alex Vinatzer           | 098    |
| 23   | Raphael Haaser          | 094    |
| 24   | Gino Caviezel           | 089    |
| 25   | Alexander Schmid        | 053    |

| Rang | Athletin                | Punkte |
| ---- | ----------------------- | ------ |
| 01   | Federica Brignone       | 580    |
| 02   | Alice Robinson          | 520    |
| 03   | Sara Hector             | 447    |
| 04   | Thea Louise Stjernesund | 381    |
| 05   | Lara Colturi            | 379    |
| 06   | Lara Gut-Behrami        | 378    |
| 07   | Paula Moltzan           | 286    |
| 08   | Zrinka Ljutić           | 275    |
| 09   | Julia Scheib            | 260    |
| 10   | Camille Rast            | 244    |
| 11   | Nina O’Brien            | 220    |
| 12   | Valérie Grenier         | 174    |
| 13   | Neja Dvornik            | 164    |
| 14   | A J Hurt                | 152    |
| 15   | Wendy Holdener          | 143    |
| 16   | Mina Fürst Holtmann     | 127    |
| 17   | Sofia Goggia            | 115    |
| 18   | Maryna Gąsienica-Daniel | 113    |
| 19   | Estelle Alphand         | 110    |
| 20   | Stephanie Brunner       | 108    |
| 21   | Britt Richardson        | 102    |
| 22   | Katie Hensien           | 097    |
| 23   | Ricarda Haaser          | 084    |
| 24   | Ana Bucik Jogan         | 082    |
| 25   | Lena Dürr               | 075    |

### Slalom
| Rang | Athlet                  | Punkte |
| ---- | ----------------------- | ------ |
| 01   | Henrik Kristoffersen    | 662    |
| 02   | Loïc Meillard           | 610    |
| 03   | Timon Haugan            | 609    |
| 04   | Clément Noël            | 606    |
| 05   | Atle Lie McGrath        | 474    |
| 06   | Lucas Pinheiro Braathen | 373    |
| 07   | Fabio Gstrein           | 359    |
| 08   | Tanguy Nef              | 327    |
| 09   | Manuel Feller           | 305    |
| 10   | Linus Straßer           | 305    |
| 11   | Steven Amiez            | 268    |
| 12   | Albert Popow            | 229    |
| 13   | Samuel Kolega           | 226    |
| 14   | Daniel Yule             | 217    |
| 15   | Dave Ryding             | 197    |
| 16   | Kristoffer Jakobsen     | 188    |
| 17   | Benjamin Ritchie        | 178    |
| 18   | Alex Vinatzer           | 174    |
| 19   | Victor Muffat-Jeandet   | 169    |
| 20   | Filip Zubčić            | 154    |
| 21   | Armand Marchant         | 153    |
| 22   | Dominik Raschner        | 134    |
| 23   | Paco Rassat             | 123    |
| 24   | Johannes Strolz         | 119    |
| 25   | Michael Matt            | 105    |

| Rang | Athletin              | Punkte |
| ---- | --------------------- | ------ |
| 01   | Zrinka Ljutić         | 541    |
| 02   | Katharina Liensberger | 509    |
| 03   | Camille Rast          | 492    |
| 04   | Mikaela Shiffrin      | 486    |
| 05   | Lena Dürr             | 473    |
| 06   | Wendy Holdener        | 469    |
| 07   | Anna Swenn-Larsson    | 347    |
| 08   | Mélanie Meillard      | 310    |
| 09   | Sara Hector           | 305    |
| 10   | Lara Colturi          | 276    |
| 11   | Paula Moltzan         | 263    |
| 12   | Andreja Slokar        | 260    |
| 13   | Katharina Truppe      | 234    |
| 14   | Katharina Huber       | 189    |
| 15   | Mina Fürst Holtmann   | 164    |
| 16   | Cornelia Öhlund       | 156    |
| 17   | Emma Aicher           | 153    |
| 18   | Laurence St-Germain   | 121    |
| 19   | Marie Lamure          | 100    |
| 20   | Neja Dvornik          | 095    |
| 21   | Hanna Aronsson Elfman | 094    |
| 22   | Ali Nullmeyer         | 086    |
| 23   | Martina Peterlini     | 084    |
| 24   | Clarisse Brèche       | 065    |
| 25   | Lara Della Mea        | 052    |

## Podestplatzierungen Herren

### Abfahrt
| Datum      | Ort                          | 1. Platz                                                                         | 2. Platz                                                                         | 3. Platz                                                                         | Rotes Trikot    |
| ---------- | ---------------------------- | -------------------------------------------------------------------------------- | -------------------------------------------------------------------------------- | -------------------------------------------------------------------------------- | --------------- |
| 06.12.2024 | Beaver Creek (USA)           | Justin Murisier                                                                  | Marco Odermatt                                                                   | Miha Hrobat                                                                      | Justin Murisier |
| 21.12.2024 | Gröden (ITA)                 | Marco Odermatt                                                                   | Franjo von Allmen                                                                | Ryan Cochran-Siegle                                                              | Marco Odermatt  |
| 28.12.2024 | Bormio (ITA)                 | Alexis Monney                                                                    | Franjo von Allmen                                                                | Cameron Alexander                                                                | Marco Odermatt  |
| 18.01.2025 | Wengen (SUI)                 | Marco Odermatt                                                                   | Franjo von Allmen                                                                | Miha Hrobat                                                                      | Marco Odermatt  |
| 25.01.2025 | Kitzbühel (AUT)              | James Crawford                                                                   | Alexis Monney                                                                    | Cameron Alexander                                                                | Marco Odermatt  |
| 02.02.2025 | Garmisch-Partenkirchen (GER) | Aufgrund ausgefallener Trainings abgesagt. Ersatzrennen am 7. März in Kvitfjell. | Aufgrund ausgefallener Trainings abgesagt. Ersatzrennen am 7. März in Kvitfjell. | Aufgrund ausgefallener Trainings abgesagt. Ersatzrennen am 7. März in Kvitfjell. | Marco Odermatt  |
| 22.02.2025 | Crans-Montana (SUI)          | Franjo von Allmen                                                                | Marco Odermatt                                                                   | Alexis Monney                                                                    | Marco Odermatt  |
| 07.03.2025 | Kvitfjell (NOR)              | Dominik Paris                                                                    | Marco Odermatt                                                                   | Stefan Rogentin                                                                  | Marco Odermatt  |
| 08.03.2025 | Kvitfjell (NOR)              | Franjo von Allmen                                                                | Marco Odermatt                                                                   | Stefan Rogentin                                                                  | Marco Odermatt  |
| 22.03.2025 | Sun Valley (USA)             | Aufgrund starken Windes abgesagt. Kein Ersatzrennen                              | Aufgrund starken Windes abgesagt. Kein Ersatzrennen                              | Aufgrund starken Windes abgesagt. Kein Ersatzrennen                              | Marco Odermatt  |

### Super-G
| Datum      | Ort                 | 1. Platz          | 2. Platz           | 3. Platz          | Rotes Trikot   |
| ---------- | ------------------- | ----------------- | ------------------ | ----------------- | -------------- |
| 07.12.2024 | Beaver Creek (USA)  | Marco Odermatt    | Cyprien Sarrazin   | Lukas Feurstein   | Marco Odermatt |
| 20.12.2024 | Gröden (ITA)        | Mattia Casse      | Jared Goldberg     | Marco Odermatt    | Marco Odermatt |
| 29.12.2024 | Bormio (ITA)        | Fredrik Møller    | Vincent Kriechmayr | Alexis Monney     | Marco Odermatt |
| 17.01.2025 | Wengen (SUI)        | Franjo von Allmen | Vincent Kriechmayr | Stefan Rogentin   | Marco Odermatt |
| 24.01.2025 | Kitzbühel (AUT)     | Marco Odermatt    | Raphael Haaser     | Stefan Rogentin   | Marco Odermatt |
| 23.02.2025 | Crans-Montana (SUI) | Marco Odermatt    | Alexis Monney      | Dominik Paris     | Marco Odermatt |
| 09.03.2025 | Kvitfjell (NOR)     | Dominik Paris     | James Crawford     | Miha Hrobat       | Marco Odermatt |
| 23.03.2025 | Sun Valley (USA)    | Lukas Feurstein   | Raphael Haaser     | Franjo von Allmen | Marco Odermatt |

### Riesenslalom
| Datum      | Ort                 | 1. Platz              | 2. Platz                | 3. Platz              | Rotes Trikot            |
| ---------- | ------------------- | --------------------- | ----------------------- | --------------------- | ----------------------- |
| 27.10.2024 | Sölden (AUT)        | Alexander Steen Olsen | Henrik Kristoffersen    | Atle Lie McGrath      | Alexander Steen Olsen   |
| 08.12.2024 | Beaver Creek (USA)  | Thomas Tumler         | Lucas Pinheiro Braathen | Žan Kranjec           | Lucas Pinheiro Braathen |
| 14.12.2024 | Val-d’Isère (FRA)   | Marco Odermatt        | Patrick Feurstein       | Stefan Brennsteiner   | Henrik Kristoffersen    |
| 22.12.2024 | Alta Badia (ITA)    | Marco Odermatt        | Léo Anguenot            | Alexander Steen Olsen | Marco Odermatt          |
| 12.01.2025 | Adelboden (SUI)     | Marco Odermatt        | Loïc Meillard           | Luca De Aliprandini   | Marco Odermatt          |
| 28.01.2025 | Schladming (AUT)    | Alexander Steen Olsen | Henrik Kristoffersen    | Marco Odermatt        | Marco Odermatt          |
| 01.03.2025 | Kranjska Gora (SLO) | Henrik Kristoffersen  | Lucas Pinheiro Braathen | Marco Odermatt        | Marco Odermatt          |
| 15.03.2025 | Hafjell (NOR)       | Loïc Meillard         | Marco Odermatt          | Thomas Tumler         | Marco Odermatt          |
| 26.03.2025 | Sun Valley (USA)    | Loïc Meillard         | Marco Odermatt          | Henrik Kristoffersen  | Marco Odermatt          |

### Slalom
| Datum      | Ort                        | 1. Platz             | 2. Platz                | 3. Platz                | Rotes Trikot         |
| ---------- | -------------------------- | -------------------- | ----------------------- | ----------------------- | -------------------- |
| 17.11.2024 | Levi (FIN)                 | Clément Noël         | Henrik Kristoffersen    | Loïc Meillard           | Clément Noël         |
| 24.11.2024 | Gurgl (AUT)                | Clément Noël         | Kristoffer Jakobsen     | Atle Lie McGrath        | Clément Noël         |
| 15.12.2024 | Val-d’Isère (FRA)          | Henrik Kristoffersen | Atle Lie McGrath        | Loïc Meillard           | Henrik Kristoffersen |
| 23.12.2024 | Alta Badia (ITA)           | Timon Haugan         | Loïc Meillard           | Atle Lie McGrath        | Henrik Kristoffersen |
| 08.01.2025 | Madonna di Campiglio (ITA) | Albert Popow         | Loïc Meillard           | Samuel Kolega           | Loïc Meillard        |
| 11.01.2025 | Adelboden (SUI)            | Clément Noël         | Lucas Pinheiro Braathen | Henrik Kristoffersen    | Henrik Kristoffersen |
| 19.01.2025 | Wengen (SUI)               | Atle Lie McGrath     | Timon Haugan            | Henrik Kristoffersen    | Henrik Kristoffersen |
| 26.01.2025 | Kitzbühel (AUT)            | Clément Noël         | Alex Vinatzer           | Lucas Pinheiro Braathen | Clément Noël         |
| 29.01.2025 | Schladming (AUT)           | Timon Haugan         | Manuel Feller           | Fabio Gstrein           | Henrik Kristoffersen |
| 02.03.2025 | Kranjska Gora (SLO)        | Henrik Kristoffersen | Timon Haugan            | Manuel Feller           | Henrik Kristoffersen |
| 16.03.2025 | Hafjell (NOR)              | Loïc Meillard        | Atle Lie McGrath        | Lucas Pinheiro Braathen | Henrik Kristoffersen |
| 27.03.2025 | Sun Valley (USA)           | Timon Haugan         | Clément Noël            | Fabio Gstrein           | Henrik Kristoffersen |

### Gesamtweltcupführende
| Name                              | Von        | Ort                | Disziplin    | Bis          | Ort                | Disziplin    | Anzahl Rennen |
| --------------------------------- | ---------- | ------------------ | ------------ | ------------ | ------------------ | ------------ | ------------- |
| Alexander Steen Olsen             | 27.10.2024 | Sölden (AUT)       | Riesenslalom | 17.11.2024   | Levi (FIN)         | Slalom       | 1             |
| Henrik Kristoffersen              | 17.11.2024 | Levi (FIN)         | Slalom       | 24.11.2024   | Gurgl (AUT)        | Slalom       | 1             |
| Henrik Kristoffersen Clément Noël | 24.11.2024 | Gurgl (AUT)        | Slalom       | 08.12.2024   | Beaver Creek (USA) | Riesenslalom | 3             |
| Henrik Kristoffersen              | 08.12.2024 | Beaver Creek (USA) | Riesenslalom | 21.12.2024   | Gröden (ITA)       | Abfahrt      | 4             |
| Marco Odermatt                    | 21.12.2024 | Gröden (USA)       | Abfahrt      | Gesamtsieger | Gesamtsieger       | Gesamtsieger | 28            |

## Podestplatzierungen Damen

### Abfahrt
| Datum      | Ort                          | 1. Platz                                                     | 2. Platz                                                     | 3. Platz                                                     | Rotes Trikot      |
| ---------- | ---------------------------- | ------------------------------------------------------------ | ------------------------------------------------------------ | ------------------------------------------------------------ | ----------------- |
| 14.12.2024 | Beaver Creek (USA)           | Cornelia Hütter                                              | Sofia Goggia                                                 | Lara Gut-Behrami                                             | Cornelia Hütter   |
| 11.01.2025 | St. Anton (AUT)              | Federica Brignone                                            | Malorie Blanc                                                | Ester Ledecká                                                | Cornelia Hütter   |
| 18.01.2025 | Cortina d’Ampezzo (ITA)      | Sofia Goggia                                                 | Kajsa Vickhoff Lie                                           | Federica Brignone                                            | Federica Brignone |
| 25.01.2025 | Garmisch-Partenkirchen (GER) | Federica Brignone                                            | Sofia Goggia                                                 | Corinne Suter                                                | Federica Brignone |
| 28.02.2025 | Kvitfjell (NOR)              | Cornelia Hütter                                              | Emma Aicher                                                  | Breezy Johnson                                               | Federica Brignone |
| 01.03.2025 | Kvitfjell (NOR)              | Emma Aicher                                                  | Lauren Macuga                                                | Cornelia Hütter                                              | Federica Brignone |
| 13.03.2025 | La Thuile (ITA)              | Aufgrund ausgefallener Trainings abgesagt. Kein Ersatzrennen | Aufgrund ausgefallener Trainings abgesagt. Kein Ersatzrennen | Aufgrund ausgefallener Trainings abgesagt. Kein Ersatzrennen | Federica Brignone |
| 22.03.2025 | Sun Valley (USA)             | Aufgrund starken Windes abgesagt. Kein Ersatzrennen          | Aufgrund starken Windes abgesagt. Kein Ersatzrennen          | Aufgrund starken Windes abgesagt. Kein Ersatzrennen          | Federica Brignone |

### Super-G
| Datum      | Ort                          | 1. Platz                                                            | 2. Platz                                                            | 3. Platz                                                            | Rotes Trikot                  |
| ---------- | ---------------------------- | ------------------------------------------------------------------- | ------------------------------------------------------------------- | ------------------------------------------------------------------- | ----------------------------- |
| 15.12.2024 | Beaver Creek (USA)           | Sofia Goggia                                                        | Lara Gut-Behrami                                                    | Ariane Rädler                                                       | Sofia Goggia                  |
| 21.12.2024 | St. Moritz (SUI)             | Cornelia Hütter                                                     | Lara Gut-Behrami                                                    | Sofia Goggia                                                        | Sofia Goggia Lara Gut-Behrami |
| 22.12.2024 | St. Moritz (SUI)             | Aufgrund von Nebel abgesagt. Ersatzrennen am 14. März in La Thuile. | Aufgrund von Nebel abgesagt. Ersatzrennen am 14. März in La Thuile. | Aufgrund von Nebel abgesagt. Ersatzrennen am 14. März in La Thuile. | Sofia Goggia Lara Gut-Behrami |
| 12.01.2025 | St. Anton (AUT)              | Lauren Macuga                                                       | Stephanie Venier                                                    | Federica Brignone                                                   | Lara Gut-Behrami              |
| 19.01.2025 | Cortina d’Ampezzo (ITA)      | Federica Brignone                                                   | Lara Gut-Behrami                                                    | Corinne Suter                                                       | Lara Gut-Behrami              |
| 26.01.2025 | Garmisch-Partenkirchen (GER) | Lara Gut-Behrami                                                    | Kajsa Vickhoff Lie                                                  | Federica Brignone                                                   | Lara Gut-Behrami              |
| 02.03.2025 | Kvitfjell (NOR)              | Federica Brignone                                                   | Lara Gut-Behrami                                                    | Sofia Goggia                                                        | Lara Gut-Behrami              |
| 13.03.2025 | La Thuile (ITA)              | Emma Aicher                                                         | Sofia Goggia                                                        | Federica Brignone                                                   | Lara Gut-Behrami              |
| 14.03.2025 | La Thuile (ITA)              | Federica Brignone                                                   | Sofia Goggia                                                        | Romane Miradoli                                                     | Federica Brignone             |
| 23.03.2025 | Sun Valley (USA)             | Lara Gut-Behrami                                                    | Lindsey Vonn                                                        | Federica Brignone                                                   | Lara Gut-Behrami              |

### Riesenslalom
| Datum      | Ort                  | 1. Platz                                                                          | 2. Platz                                                                          | 3. Platz                                                                          | Rotes Trikot      |
| ---------- | -------------------- | --------------------------------------------------------------------------------- | --------------------------------------------------------------------------------- | --------------------------------------------------------------------------------- | ----------------- |
| 26.10.2024 | Sölden (AUT)         | Federica Brignone                                                                 | Alice Robinson                                                                    | Julia Scheib                                                                      | Federica Brignone |
| 30.11.2024 | Killington (USA)     | Sara Hector                                                                       | Zrinka Ljutić                                                                     | Camille Rast                                                                      | Sara Hector       |
| 07.12.2024 | Mont-Tremblant (CAN) | Aufgrund von Schneemangel abgesagt. Ein Ersatzrennen am 21. Februar in Sestriere. | Aufgrund von Schneemangel abgesagt. Ein Ersatzrennen am 21. Februar in Sestriere. | Aufgrund von Schneemangel abgesagt. Ein Ersatzrennen am 21. Februar in Sestriere. | Sara Hector       |
| 08.12.2024 | Mont-Tremblant (CAN) | Aufgrund von Schneemangel abgesagt. Ein Ersatzrennen am 21. Februar in Sestriere. | Aufgrund von Schneemangel abgesagt. Ein Ersatzrennen am 21. Februar in Sestriere. | Aufgrund von Schneemangel abgesagt. Ein Ersatzrennen am 21. Februar in Sestriere. | Sara Hector       |
| 28.12.2024 | Semmering (AUT)      | Federica Brignone                                                                 | Sara Hector                                                                       | Alice Robinson                                                                    | Federica Brignone |
| 04.01.2025 | Kranjska Gora (SLO)  | Sara Hector                                                                       | Lara Colturi                                                                      | Alice Robinson                                                                    | Sara Hector       |
| 21.01.2025 | Kronplatz (ITA)      | Alice Robinson                                                                    | Lara Gut-Behrami                                                                  | Paula Moltzan                                                                     | Alice Robinson    |
| 21.02.2025 | Sestriere (ITA)      | Federica Brignone                                                                 | Alice Robinson                                                                    | Thea Louise Stjernesund                                                           | Alice Robinson    |
| 22.02.2025 | Sestriere (ITA)      | Federica Brignone                                                                 | Lara Gut-Behrami                                                                  | Alice Robinson                                                                    | Alice Robinson    |
| 08.03.2025 | Åre (SWE)            | Federica Brignone                                                                 | Alice Robinson                                                                    | Lara Colturi                                                                      | Alice Robinson    |
| 25.03.2025 | Sun Valley (USA)     | Lara Gut-Behrami                                                                  | Federica Brignone                                                                 | Sara Hector                                                                       | Federica Brignone |

### Slalom
| Datum      | Ort                 | 1. Platz         | 2. Platz                          | 3. Platz              | Rotes Trikot     |
| ---------- | ------------------- | ---------------- | --------------------------------- | --------------------- | ---------------- |
| 16.11.2024 | Levi (FIN)          | Mikaela Shiffrin | Katharina Liensberger             | Lena Dürr             | Mikaela Shiffrin |
| 23.11.2024 | Gurgl (AUT)         | Mikaela Shiffrin | Lara Colturi                      | Camille Rast          | Mikaela Shiffrin |
| 01.12.2024 | Killington (USA)    | Camille Rast     | Wendy Holdener Anna Swenn-Larsson | —                     | Camille Rast     |
| 29.12.2024 | Semmering (AUT)     | Zrinka Ljutić    | Lena Dürr                         | Katharina Liensberger | Camille Rast     |
| 05.01.2025 | Kranjska Gora (SLO) | Zrinka Ljutić    | Wendy Holdener                    | Anna Swenn-Larsson    | Zrinka Ljutić    |
| 14.01.2025 | Flachau (AUT)       | Camille Rast     | Wendy Holdener                    | Sara Hector           | Camille Rast     |
| 30.01.2025 | Courchevel (FRA)    | Zrinka Ljutić    | Sara Hector                       | Lena Dürr             | Camille Rast     |
| 23.02.2025 | Sestriere (ITA)     | Mikaela Shiffrin | Zrinka Ljutić                     | Paula Moltzan         | Zrinka Ljutić    |
| 09.03.2025 | Åre (SWE)           | Katharina Truppe | Katharina Liensberger             | Mikaela Shiffrin      | Zrinka Ljutić    |
| 27.03.2025 | Sun Valley (USA)    | Mikaela Shiffrin | Lena Dürr                         | Andreja Slokar        | Zrinka Ljutić    |

### Gesamtweltcupführende
| Name              | Von        | Ort                     | Disziplin    | Bis            | Ort                     | Disziplin      | Anzahl Rennen |
| ----------------- | ---------- | ----------------------- | ------------ | -------------- | ----------------------- | -------------- | ------------- |
| Federica Brignone | 26.10.2024 | Sölden (AUT)            | Riesenslalom | 16.11.2024     | Levi (FIN)              | Slalom         | 1             |
| Mikaela Shiffrin  | 16.11.2024 | Levi (FIN)              | Slalom       | 01.12.2024     | Killington (USA)        | Slalom         | 3             |
| Camille Rast      | 01.12.2024 | Killington (USA)        | Slalom       | 28.12.2024     | Semmering (AUT)         | Riesenslalom   | 4             |
| Federica Brignone | 28.12.2024 | Semmering (AUT)         | Riesenslalom | 29.12.2024     | Semmering (AUT)         | Slalom         | 1             |
| Camille Rast      | 29.12.2024 | Semmering (AUT)         | Slalom       | 04.01.2025     | Kranjska Gora (SLO)     | Riesenslalom   | 1             |
| Sara Hector       | 04.01.2025 | Kranjska Gora (SLO)     | Riesenslalom | 05.01.2025     | Kranjska Gora (SLO)     | Slalom         | 1             |
| Zrinka Ljutić     | 05.01.2025 | Kranjska Gora (SLO)     | Slalom       | 12.01.2025     | St. Anton (AUT)         | Super-G        | 2             |
| Federica Brignone | 12.01.2025 | St. Anton (AUT)         | Super-G      | 14.01.2025     | Flachau (AUT)           | Slalom         | 1             |
| Camille Rast      | 14.01.2025 | Flachau (AUT)           | Slalom       | 18.01.2025     | Cortina d’Ampezzo (ITA) | Abfahrt        | 1             |
| Federica Brignone | 18.01.2025 | Cortina d’Ampezzo (ITA) | Abfahrt      | Gesamtsiegerin | Gesamtsiegerin          | Gesamtsiegerin | 19            |

## Nationencup
| Rang | Land                    | Punkte |
| ---- | ----------------------- | ------ |
| 1    | Schweiz                 | 10823  |
| 2    | Österreich              | 7459   |
| 3    | Italien                 | 6399   |
| 4    | Norwegen                | 5098   |
| 5    | Vereinigte Staaten      | 4179   |
| 6    | Frankreich              | 3347   |
| 7    | Deutschland             | 2107   |
| 8    | Schweden                | 1884   |
| 9    | Slowenien               | 1681   |
| 10   | Kanada                  | 1567   |
| 11   | Kroatien                | 1546   |
| 12   | Brasilien               | 714    |
| 13   | Neuseeland              | 700    |
| 14   | Albanien                | 655    |
| 15   | Tschechien              | 553    |
| 16   | Vereinigtes Königreich  | 311    |
| 17   | Belgien                 | 310    |
| 18   | Bulgarien               | 229    |
| 19   | Andorra                 | 153    |
| 20   | Finnland                | 152    |
| 21   | Polen                   | 124    |
| 22   | Estland                 | 71     |
| 23   | Bosnien und Herzegowina | 29     |
| 24   | Spanien                 | 16     |
| 25   | Slowakei                | 13     |
| 26   | Griechenland            | 12     |
| 27   | Lettland                | 10     |
| 28   | Chile                   | 8      |
|      | Niederlande             | 8      |
| 30   | Japan                   | 6      |
| 31   | Liechtenstein           | 4      |
| 32   | Argentinien             | 1      |

| Rang | Land                   | Punkte |
| ---- | ---------------------- | ------ |
| 1    | Schweiz                | 6695   |
| 2    | Österreich             | 3967   |
| 3    | Norwegen               | 3735   |
| 4    | Frankreich             | 2575   |
| 5    | Italien                | 2143   |
| 6    | Vereinigte Staaten     | 1275   |
| 7    | Kanada                 | 975    |
| 8    | Slowenien              | 827    |
| 9    | Deutschland            | 761    |
| 10   | Brasilien              | 714    |
| 11   | Kroatien               | 704    |
| 12   | Schweden               | 330    |
| 13   | Vereinigtes Königreich | 311    |
| 14   | Belgien                | 310    |
| 15   | Bulgarien              | 229    |
| 16   | Andorra                | 153    |
| 17   | Finnland               | 152    |
| 18   | Tschechien             | 143    |
| 19   | Slowakei               | 71     |
| 20   | Spanien                | 16     |
| 21   | Slowakei               | 13     |
| 22   | Griechenland           | 12     |
| 23   | Chile                  | 8      |
|      | Niederlande            | 8      |
| 25   | Liechtenstein          | 4      |

| Rang | Land                    | Punkte |
| ---- | ----------------------- | ------ |
| 1    | Italien                 | 4256   |
| 2    | Schweiz                 | 4128   |
| 3    | Österreich              | 3492   |
| 4    | Vereinigte Staaten      | 2904   |
| 5    | Schweden                | 1554   |
| 6    | Norwegen                | 1363   |
| 7    | Deutschland             | 1346   |
| 8    | Slowenien               | 854    |
| 9    | Kroatien                | 842    |
| 10   | Frankreich              | 772    |
| 11   | Neuseeland              | 700    |
| 12   | Albanien                | 655    |
| 13   | Kanada                  | 592    |
| 14   | Tschechien              | 410    |
| 15   | Polen                   | 124    |
| 16   | Bosnien und Herzegowina | 29     |
| 17   | Lettland                | 10     |
| 18   | Japan                   | 6      |
| 19   | Argentinien             | 1      |

## Karriereende
| Herren - Yannick Chabloz - Sebastian Foss Solevåg - Nico Gauer - Stefano Gross - Boštjan Kline - Urs Kryenbühl - Stefan Luitz - Adrian Meisen - Christopher Neumayer - Cédric Noger - Reto Schmidiger - Dominik Schwaiger - Noel von Grünigen | Damen - Vivien Insam - Elisabeth Kappaurer - Noémie Kolly - Michelle Niederwieser - Elisabeth Reisinger - Roni Remme - Allie Resnick - Anna Schillinger - Elena Stoffel - Tamara Tippler - Vera Tschurtschenthaler - Stephanie Venier |